# 9 de junho
9 de junho é o 160.º dia do ano no calendário gregoriano (161.º em anos bissextos). Faltam 205 dias para acabar o ano.

## Eventos históricos

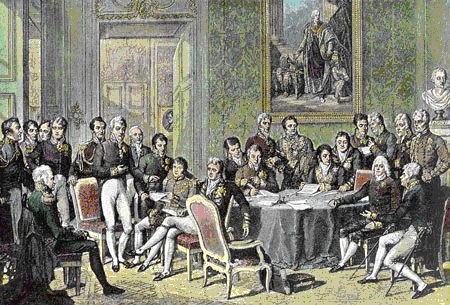
1815: Fim do Congresso de Viena

- 411 a.C. – O golpe ateniense é bem-sucedido, formando uma oligarquia de curta duração.
- 0053 — Nero se casa com Cláudia Otávia.
- 0068 — Nero comete suicídio, depois de citar a Eneida de Virgílio, terminando assim a dinastia júlio-claudiana e iniciando a guerra civil conhecida como o ano dos quatro imperadores.[1]
- 0193 — Septimius Severus entra em Roma com suas tropas após ser proclamado imperador.
- 0721 — Odão da Aquitânia derrota os mouros na Batalha de Toulouse.
- 0747 — Revolução Abássida: Abu Muslim Khorasani inicia uma revolta aberta contra o domínio omíada, que é realizada sob o signo do Estandarte Negro.
- 1311 — A Maestà de Duccio, uma obra de arte seminal do início do Renascimento italiano, é inaugurada e instalada na Catedral de Siena, em Siena, Itália.
- 1523 — Faculdade de Teologia de Paris multa Simon de Colines por publicar o comentário bíblico Commentarii initiatorii in quatuor Evangelia de Jacques Lefèvre d'Étaples.
- 1534 — Jacques Cartier é o primeiro europeu a descrever e mapear o rio São Lourenço.
- 1667 — Segunda Guerra Anglo-Holandesa: começa a incursão da frota holandesa. Ela dura cinco dias e resulta na pior derrota da Marinha Real.
- 1775 — Criação da Polícia Militar de Minas Gerais, na época com o nome de Regimento Regular de Cavalaria de Minas.
- 1815
  - Fim do Congresso de Viena: a nova situação política europeia está definida.
  - Luxemburgo declara independência do Império Francês.
- 1863 — Guerra Civil Americana: a Batalha de Brandy Station na Virgínia, a maior batalha de cavalaria em solo americano, acaba com o domínio da cavalaria confederada no teatro oriental.[2]
- 1885 — Tratado de Tientsin é assinado para encerrar a Guerra Sino-Francesa, com a China eventualmente desistindo de Tonkin e Annam – a maior parte do atual Vietnã – para a França.
- 1917 — Criação do Corpo de Bombeiros Militar do Estado da Paraíba com a denominação de Seção de Bombeiros da Força Pública do Estado, atual Polícia Militar da Paraíba.
- 1921 — A Organização Internacional do Trabalho adota a língua espanhola como o terceiro idioma oficial.
- 1923 — O exército da Bulgária assume o governo em um golpe de Estado.
- 1928 — Charles Kingsford Smith completa o primeiro voo transpacífico em um monoplano Fokker Trimotor, o Southern Cross.
- 1944
  - Segunda Guerra Mundial: Noventa e nove civis são enforcados em postes de iluminação e sacadas por tropas alemãs em Tulle, França, em represália aos ataques dos maquis.
  - Segunda Guerra Mundial: a União Soviética invade a Carélia Oriental e a parte anteriormente finlandesa da Carélia, ocupada pela Finlândia desde 1941.
- 1948 — UNESCO funda o Conselho Internacional de Arquivos.
- 1959 — É lançado o USS George Washington. É o primeiro submarino de mísseis balísticos movido a energia nuclear.[3]
- 1965
  - Guerra do Vietnã: o vietcongue inicia o combate com o Exército da República do Vietnã na Batalha de Đồng Xoài, uma das maiores batalhas da guerra.
  - O primeiro-ministro civil do Vietnã do Sul, Phan Huy Quát, renuncia após ser incapaz de trabalhar com uma junta liderada por Nguyễn Cao Kỳ.
- 1967 — Guerra dos Seis Dias: Israel captura as colinas de Golã da Síria.
- 1983 — Toma posse em Portugal o IX Governo Constitucional, o governo do chamado Bloco Central, de coligação pós-eleitoral entre o Partido Socialista e o Partido Social Democrata, chefiado pelo primeiro-ministro Mário Soares.
- 1999 — Guerra do Kosovo: a União Estatal de Sérvia e Montenegro e a OTAN assinam um tratado de paz.
- 2008 — Duas bombas explodem em uma estação de trem perto de Argel, na Argélia, matando pelo menos 13 pessoas.
- 2010 — Pelo menos 40 pessoas são mortas e mais de 70 feridas em um atentado suicida em uma festa de casamento em Arghandab, Kandahar.[4]
- 2019 — Centenas de milhares de pessoas protestam em Hong Kong, China, contra o projeto de lei relativo à extradição.

## Nascimentos

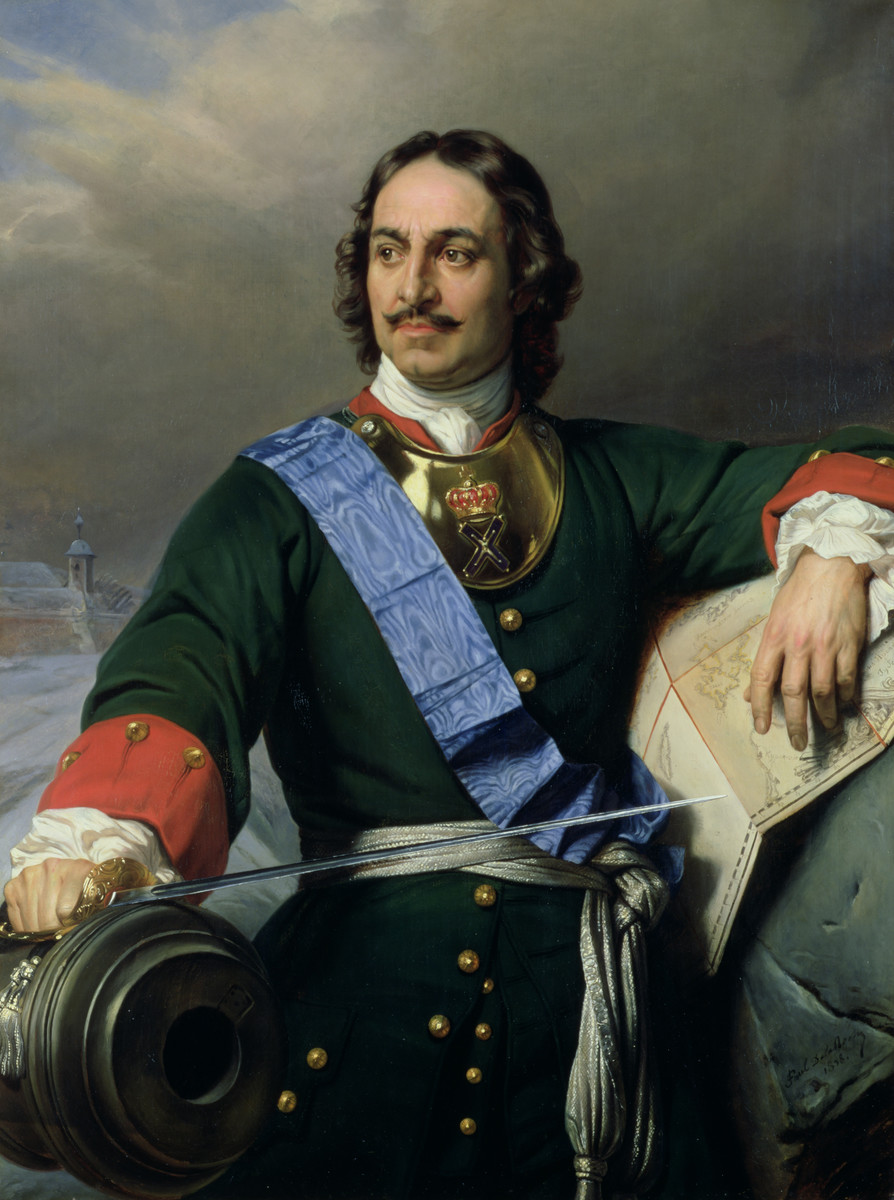
Pedro I da Rússia

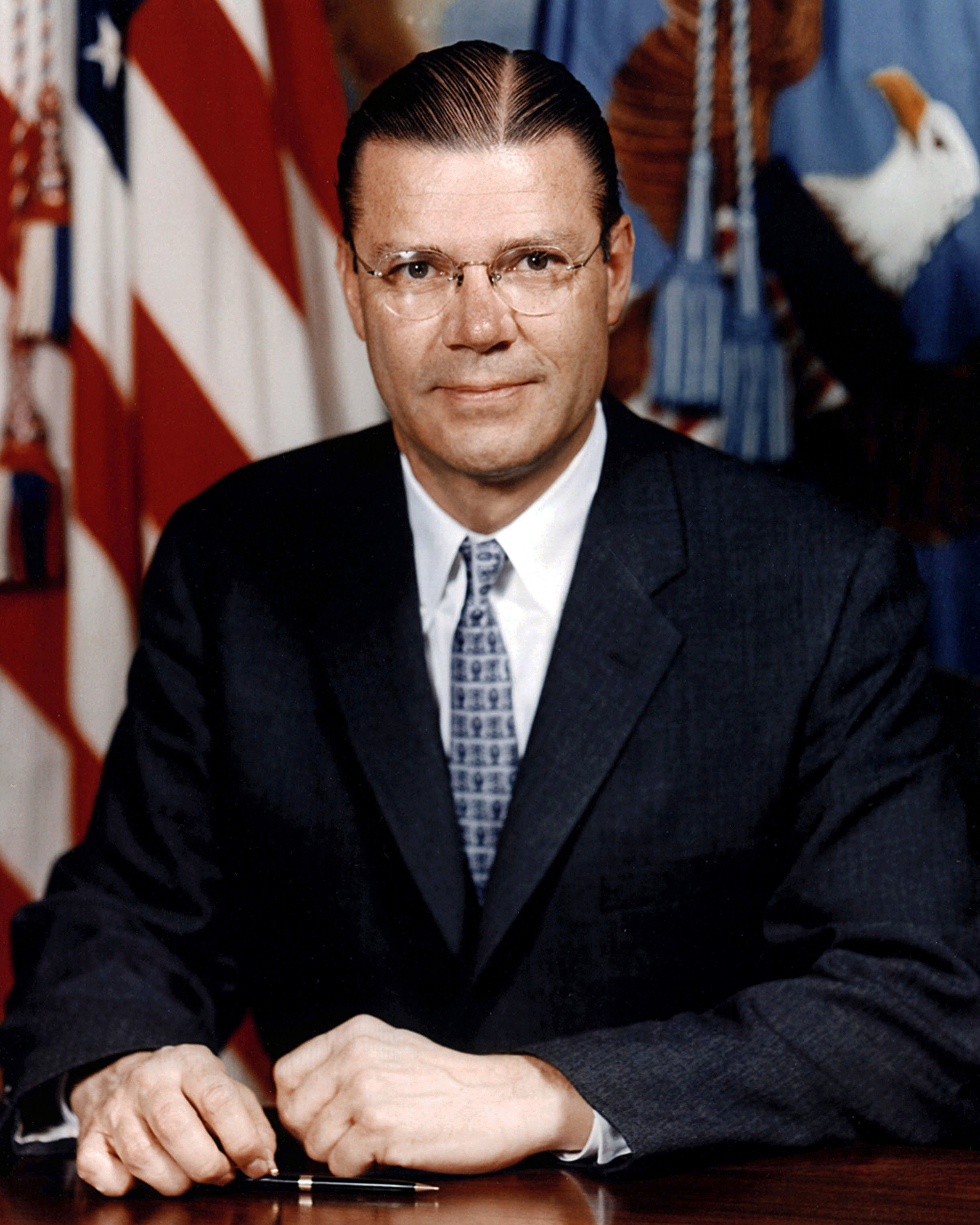
Robert McNamara

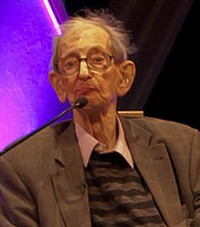
Eric Hobsbawm

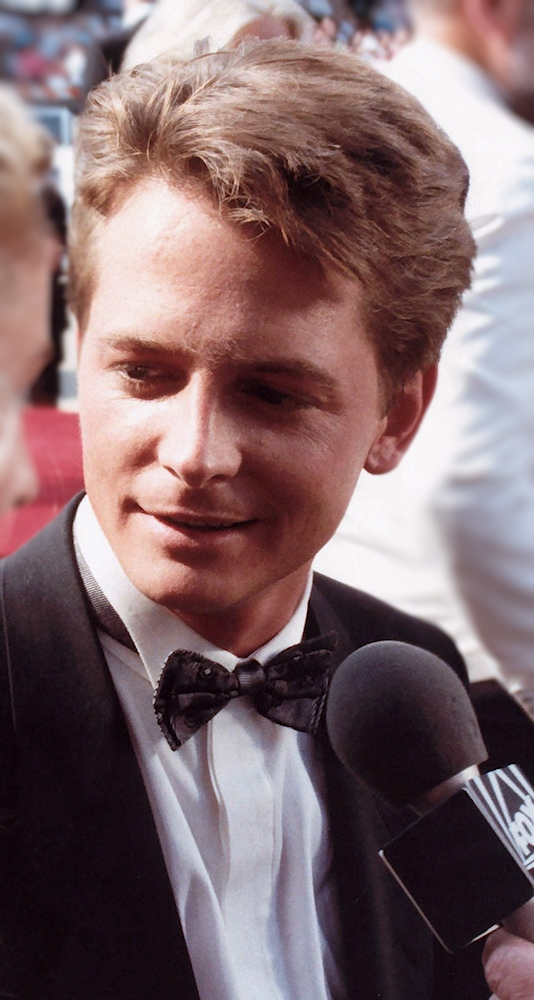
Michael J. Fox

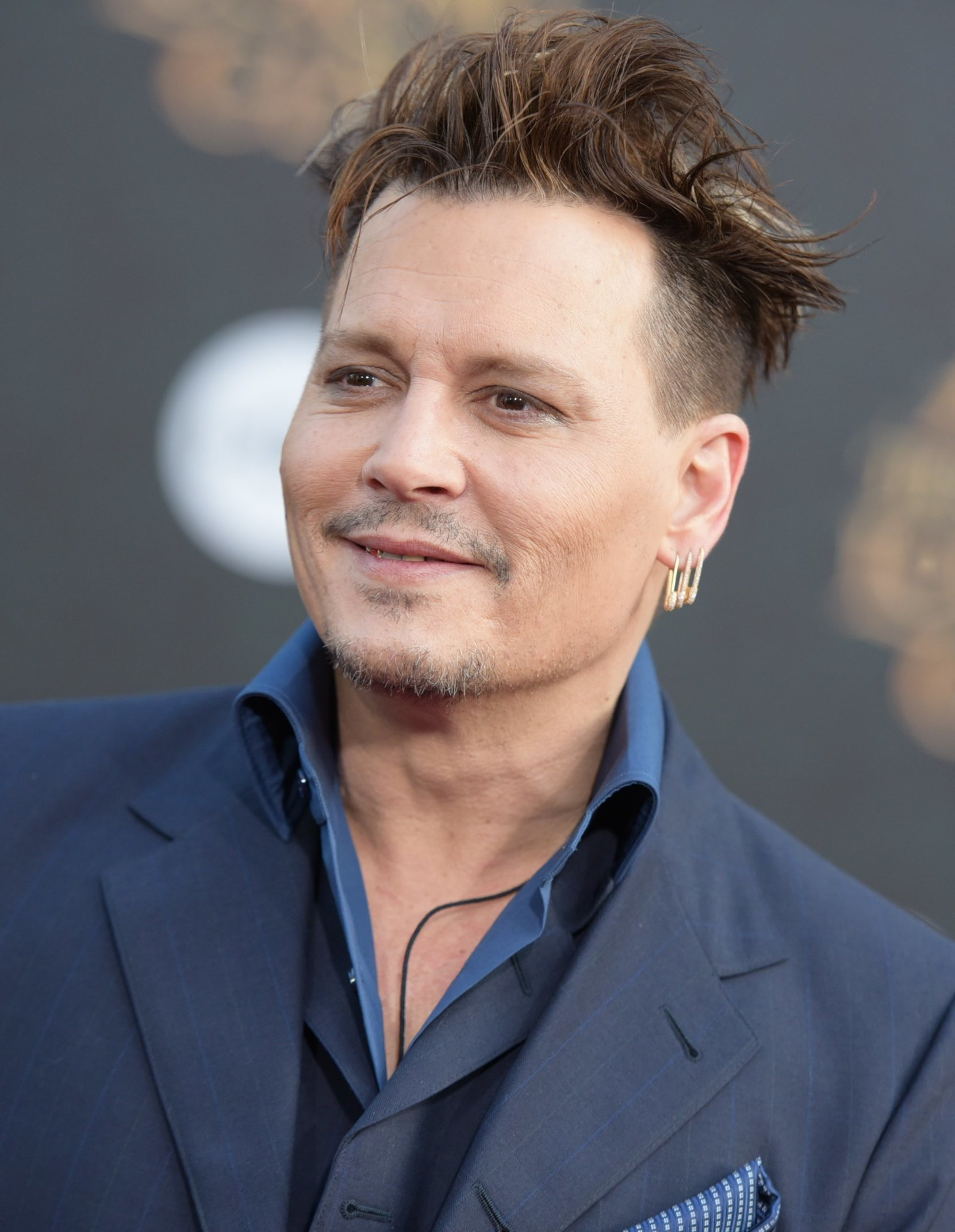
Johnny Depp

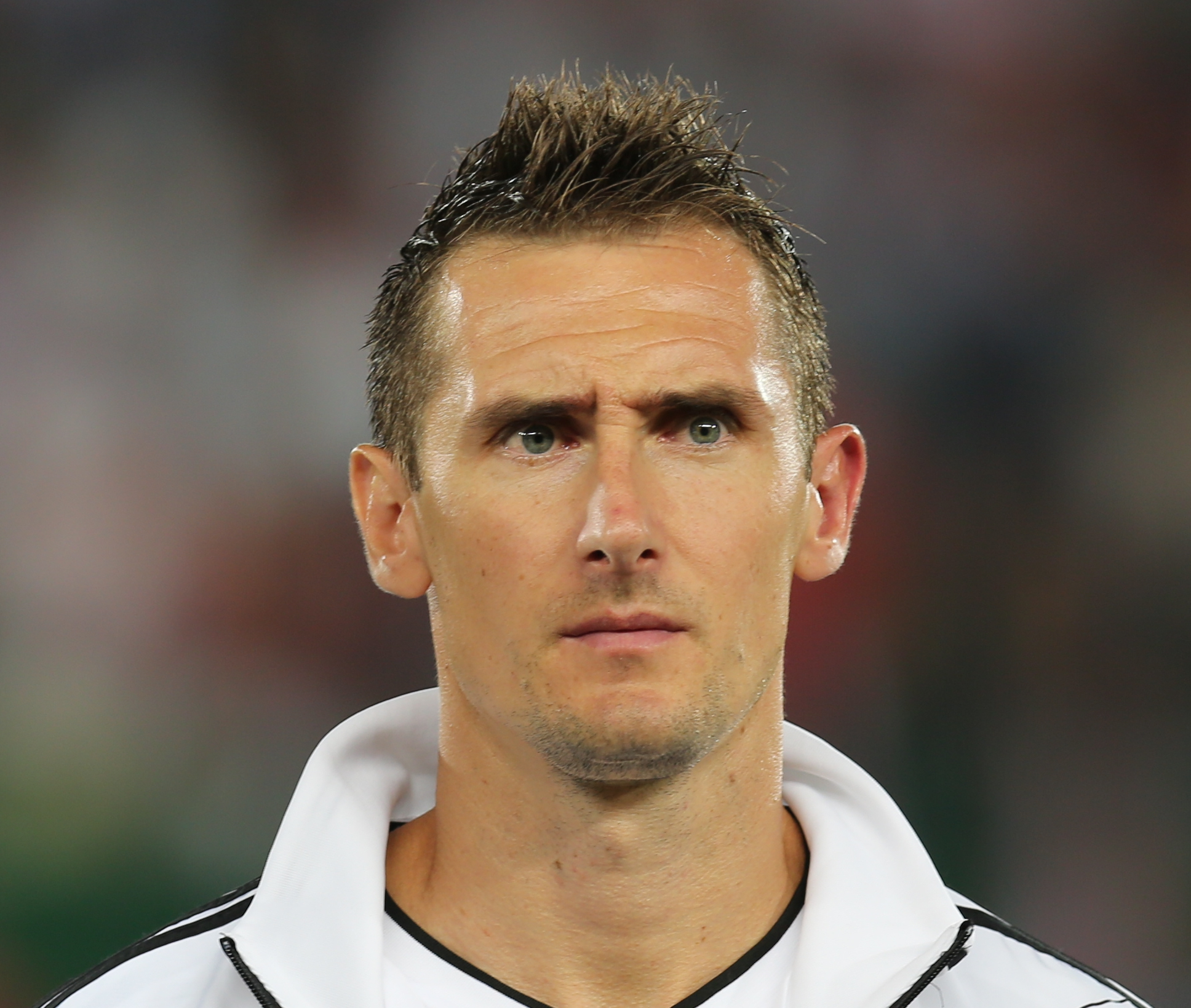
Miroslav Klose

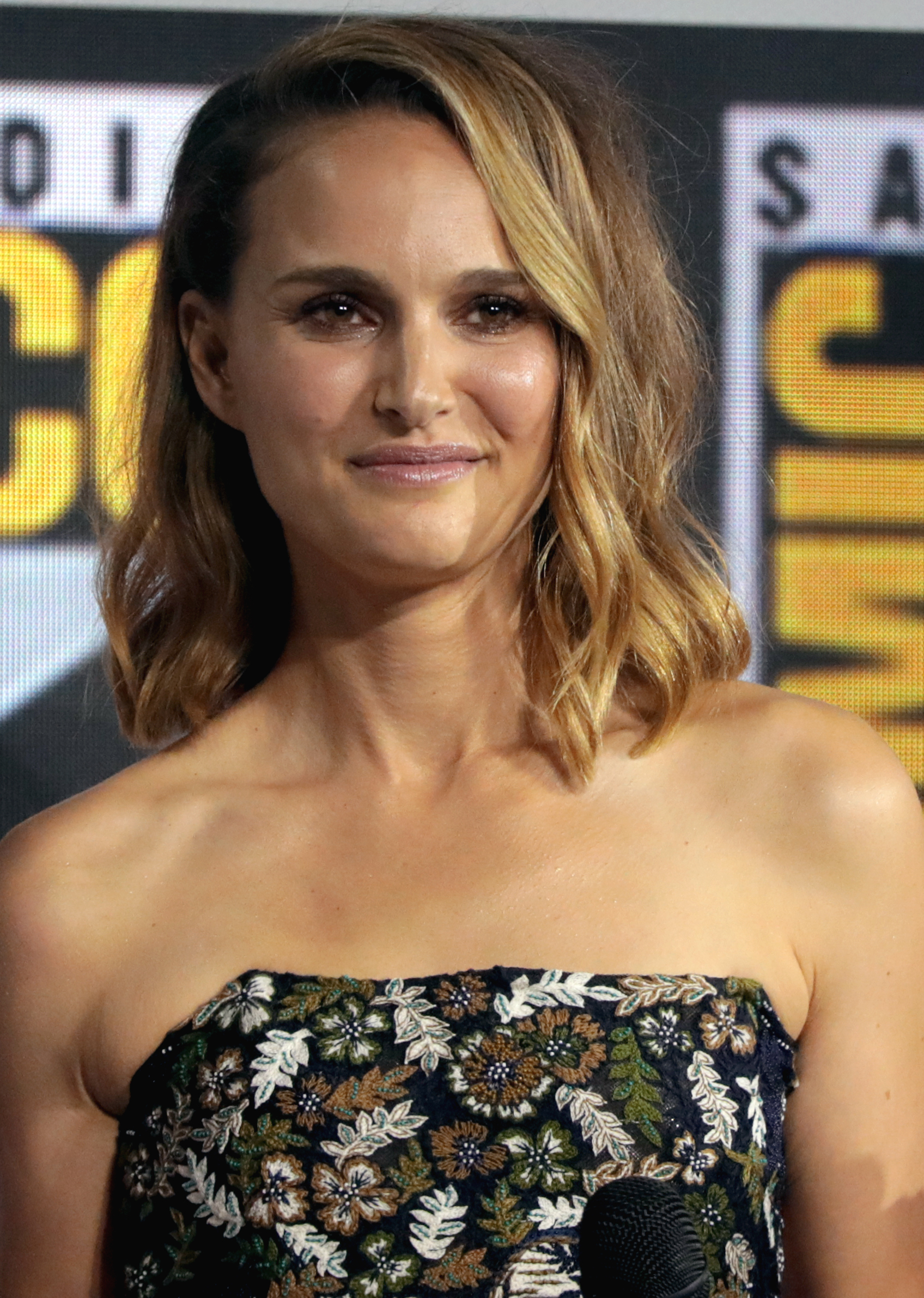
Natalie Portman

### Anteriores ao século XIX
- 1424 — Branca II de Navarra, rainha de Navarra (m. 1464).
- 1580 — Daniel Heinsius, escritor e poeta neerlandês (m. 1655).
- 1595 — Ladislau IV Vasa da Polônia (m. 1648).
- 1609 — Randal MacDonnell, 1º Marquês de Antrim (m. 1683).
- 1661 — Teodoro III da Rússia (m. 1682).
- 1672 — Pedro I da Rússia (m. 1725).
- 1781 — George Stephenson, inventor britânico (m. 1848).
- 1790 — Abel-François Villemain, político e escritor francês (m. 1870).

### Século XIX
- 1805
  - Victor Baltard, arquiteto francês (m. 1874).
  - Johann Friedrich Klotzsch, cientista e médico alemão (m. 1860).
- 1810 — Carl Otto Nicolai, compositor alemão (m. 1849).
- 1812 — Johann Gottfried Galle, astrônomo alemão (m. 1910).
- 1813 — Hermann Lebert, médico e naturalista alemão (m. 1878).
- 1835 — Ramón Barros Luco, político chileno (m. 1919).
- 1840 — Custódio de Melo, militar e político brasileiro (m. 1902).
- 1843 — Bertha von Suttner, escritora e pacifista austríaca (m. 1914).
- 1850 — Wilhelm Roux, biólogo alemão (m. 1924).
- 1863 — Crescencia Valls Espí, mártir e beata italiana (m. 1936).
- 1874 — Launceston Elliot, levantador de peso britânico (m. 1930).
- 1881 — Marion Leonard, atriz estadunidense (m. 1956).
- 1885 — John Edensor Littlewood, matemático britânico (m. 1977).
- 1886 — Kosaku Yamada, compositor japonês (m. 1965).
- 1891 — Cole Porter, músico estadunidense (m. 1964).
- 1895 — Kurt Zeitzler, general alemão (m. 1963).
- 1898
  - Luigi Fagioli, automobilista italiano (m. 1952).
  - Curzio Malaparte, escritor, jornalista, dramaturgo, cineasta, militar e diplomata italiano (m. 1957).
- 1900 — José Gomes Ferreira, escritor e poeta português (m. 1995).

### Século XX e XXI

#### 1901–1950
- 1903 — Felice Bonetto, automobilista italiano (m. 1953).
- 1905
  - Manuel Camilo dos Santos, poeta brasileiro (m. 1987).
  - Ricardo Pérez Godoy, militar e político peruano (m. 1992).
- 1907 — Alfredo Devincenzi, futebolista argentino (m. ?).
- 1908 — Imre Markos, futebolista e treinador de futebol húngaro (m. 1960).
- 1910 — Patrícia Rehder Galvão, escritora e jornalista brasileira (m. 1962).
- 1911
  - Leopold Kielholz, futebolista e treinador de futebol suíço (m. 1980).
  - Maclyn McCarty, biólogo estadunidense (m. 2005).
- 1913 — Floripes Dornellas de Jesus, religiosa brasileira (m. 1999).
- 1915 — Les Paul, guitarrista e inventor estadunidense (m. 2009).
- 1916 — Robert McNamara, político estadunidense (m. 2009).
- 1917
  - Eric Hobsbawm, historiador britânico (m. 2012).
  - Klaas Ooms, futebolista neerlandês (m. 1970).
- 1919 — Isaac Boleslavsky, enxadrista ucraniano (m. 1977).
- 1920 — Paul Mebus, futebolista alemão (m. 1993).
- 1921 — Erwin Hahn, físico estadunidense (m. 2016).
- 1925
  - Brandãozinho, futebolista brasileiro (m. 2000).
  - Keith Laumer, escritor estadunidense (m. 1993).
- 1929 — Raymond Bellot, futebolista francês (m. 2019).
- 1930
  - Ragnhild da Noruega (m. 2012).
  - Lin Carter, escritor, poeta e crítico literário norte-americano (m. 1988).
  - Alda Lara, poetisa portuguesa (m. 1962).
  - Roberto Fernández Retamar, poeta e ensaísta cubano (m. 2019).
- 1933 — Don Young, político estadunidense (m. 2022).
- 1934 — Jackie Wilson, cantor e dançarino estadunidense (m. 1984).
- 1937 — Antônio Carlos, radialista brasileiro.
- 1938 — Tomislav Knez, ex-futebolista bósnio.
- 1939
  - David Hobbs, ex-automobilista britânico.
  - Ileana Cotrubaş, soprano romena.
- 1941 — Jon Lord, tecladista britânico (m. 2012).
- 1943 — Solveig Nordlund, cineasta sueca.
- 1944 — Filomena Marona Beja, escritora portuguesa (m. 2023).
- 1945
  - Luis Ocaña, ciclista espanhol (m. 1994).
  - Faina Melnyk, atleta russa (m. 2016).
- 1946 — Robert Sara, ex-futebolista austríaco.
- 1947 — Charles Rabemananjara, militar e político malgaxe.
- 1948 — Gudrun Schyman, política sueca.
- 1950 — Trevor Bolder, músico e produtor musical britânico (m. 2013).

#### 1951–2000
- 1951
  - Pete Gill, baterista britânico.
  - Lorraine Daston, historiadora norte-americana.
  - James Newton Howard, compositor, maestro, produtor musical e músico estadunidense.
- 1952 — Yousaf Raza Gillani, político paquistanês.
- 1953 — Matthias Müller, empresário alemão.
- 1954
  - George Pérez, desenhista estadunidense (m. 2022).
  - Jad Fair, músico estadunidense.
- 1955 — Johann Pregesbauer, ex-futebolista austríaco.
- 1956
  - Cláudio Nucci, cantor e compositor brasileiro.
  - Joaquín Alonso, ex-futebolista espanhol.
- 1957 — Nico Nicolaiewsky, músico, compositor e humorista brasileiro (m. 2014).
- 1959
  - Cristóvão Borges, ex-futebolista e treinador de futebol brasileiro.
  - Jorge Furtado, cineasta brasileiro.
  - Benny Gantz, militar e político israelense.
- 1960 — Jorge Comas, ex-futebolista argentino.
- 1961
  - Michael J. Fox, ator canadense.
  - Lisa del Bo, cantora belga.
  - Aaron Sorkin, roteirista, produtor e dramaturgo estadunidense.
- 1963
  - Johnny Depp, ator, diretor e produtor de cinema estadunidense.
  - Ángel Guillermo Hoyos, ex-futebolista e treinador de futebol argentino.
- 1964
  - Wayman Tisdale, jogador de basquete e cantor estadunidense (m. 2009).
  - Gloria Reuben, atriz e cantora canadense.
- 1967 — Sérgio Farias, treinador de futebol brasileiro.
- 1968 — Eddie Marsan, ator britânico.
- 1969 — David Cage, produtor de jogos, músico e roteirista francês.
- 1971
  - Jean Galfione, ex-atleta francês.
  - Gilles De Bilde, ex-futebolista belga.
  - Peter Skov-Jensen, ex-futebolista dinamarquês.
- 1972
  - Sandro Cois, ex-futebolista italiano.
  - Baleia Rossi, político e empresário brasileiro.
  - Vladimir Polikarpenko, triatleta ucraniano.
- 1973 — Keesha Sharp, atriz estadunidense.
- 1974 — Dean Richards, futebolista britânico (m. 2011).
- 1975
  - Otto Addo, ex-futebolista e treinador de futebol ganês.
  - Paul Agostino, ex-futebolista australiano.
- 1976 — Raluca Ioniță, ex-canoísta romena.
- 1977 — Peja Stojakovic, ex-jogador de basquete sérvio.
- 1978
  - Miroslav Klose, ex-futebolista e treinador de futebol alemão.
  - Renato Abreu, ex-futebolista brasileiro.
  - Michaela Conlin, atriz estadunidense.
  - Matthew Bellamy, músico britânico.
  - Fernando Maria Neves, ex-futebolista cabo-verdiano.
- 1979
  - Dario Dainelli, ex-futebolista italiano.
  - Nick Rizzo, ex-futebolista australiano.
- 1980
  - Marcin Wasilewski, ex-futebolista polonês.
  - Lehlohonolo Seema, ex-futebolista lesotiano.
  - Marcos González, ex-futebolista chileno.
  - James DeBello, ator estadunidense.
- 1981
  - Anoushka Shankar, instrumentista e compositora britânica.
  - Irakli Labadze, ex-tenista georgiano.
  - Natalie Portman, atriz israelense.
  - Kasper Søndergaard, ex-handebolista dinamarquês.
  - Parinya Charoenphol, pugilista de Muay Thai, atriz e modelo tailandesa.
- 1982
  - Carla Lamarca, apresentadora, atriz e modelo brasileira.
  - Yoshito Okubo, ex-futebolista japonês.
  - Haidar Abdul-Razzaq, futebolista iraquiano (m. 2022).
  - Timmy Trumpet, Dj e compositor australiano.
- 1983
  - Vágner, ex-futebolista brasileiro.
  - Sergio García, ex-futebolista espanhol.
- 1984
  - Ralf, futebolista brasileiro.
  - Wesley Sneijder, ex-futebolista neerlandês.
  - Alex Rasmussen, ex-ciclista dinamarquês.
  - Muslim Salikhov, lutador profissional russo.
- 1985 — Bio Aï Traoré, ex-futebolista beninense.
- 1986 — Mërgim Mavraj, ex-futebolista alemão.
- 1987
  - Ali Khaseif, futebolista emiradense.
  - Valentin Roberge, futebolista francês.
  - Damián Musto, futebolista argentino.
- 1988
  - Bawaka Mabele, futebolista congolês.
  - Mae Whitman, atriz estadunidense.
  - Alvin Singh, futebolista fijiano.
- 1989
  - Danilo Avelar, futebolista brasileiro.
  - Jun Mizutani, mesa-tenista japonês.
  - Sokratis Papastathopoulos, futebolista grego.
  - Logan Browning, atriz estadunidense.
  - Chloë Agnew, cantora irlandesa.
  - Dídac Vilà, ex-futebolista espanhol.
- 1990 — Lauren Socha, atriz britânica.
- 1992
  - Gino Peruzzi, futebolista argentino.
  - Yannick Agnel, ex-nadador francês.
  - Guillaume Martin, ciclista francês.
- 1994
  - Viktor Fischer, ex-futebolista dinamarquês.
  - Hyeri, cantora sul-coreana.
  - Nattapol Diloknawarit, ator, modelo e empresário tailandês.
- 1995
  - Taynara Conti, lutadora profissional brasileira.
  - Ethan Horvath, futebolista estadunidense.
- 1996 — Benjamin Bonzi, tenista francês.
- 1998
  - Evander da Silva Ferreira, futebolista brasileiro.
  - Héctor Garzó, motociclista espanhol.
- 1999 — Miguel Salgueiro, ciclista português.
- 2000
  - Diego Laínez, futebolista mexicano.
  - Laurie Hernandez, ginasta estadunidense.

### Século XXI
- 2001 — Xolo Maridueña, ator americano.
- 2002 — Thomas Neill, nadador australiano.

## Mortes

### Anteriores ao século XIX
- 0068 — Nero, imperador romano (n. 37).
- 0373 — Efrém da Síria, teólogo sírio (n. c. 306).
- 0597 — Columba de Iona, monge irlandês (n. 521).
- 0630 — Sarbaro,, xá do Império Sassânida
- 1348 — Ambrogio Lorenzetti, pintor italiano (n. c. 1290).
- 1361 — Philippe de Vitry, bispo de Meaux (n. 1291).
- 1396 — Margarida de Stafford, nobre inglesa (n. 1364).
- 1597 — José de Anchieta, jesuíta espanhol (n. 1534).

### Século XIX
- 1829 — William Feiner SJ, padre alemão (n. 1792).
- 1834 — William Carey, missionário britânico (n. 1761).
- 1870 — Charles Dickens, escritor britânico (n. 1812).
- 1875 — Gérard Paul Deshayes, geólogo e malacologista francês (n. 1795).

### Século XX
- 1959 — Adolf Otto Reinhold Windaus, químico alemão (n. 1876).
- 1993 — Alexis Smith, atriz canadense (n. 1921).
- 1974 — Miguel Ángel Asturias, escritor guatemalteco (n. 1899).

### Século XXI
- 2004 — António de Sousa Franco, político e economista português (n. 1942).
- 2006 — Orson Knapp Miller, micologista norte-americano (n. 1930).
- 2007 — Ousmane Sembène, diretor de cinema senegalês (n. 1923).
- 2010
  - Marina Semyonova, bailarina russa (n. 1908).
  - Orlando Fedeli, historiador brasileiro (n. 1933).
- 2013 — Iain M. Banks, escritor britânico (n. 1954).
- 2014 — Rik Mayall, comediante e ator britânico (n. 1958).
- 2015 — Nuno Melo, ator português (n. 1960).
- 2017
  - Adam West, ator estadunidense (n. 1928).
  - João Elias, escritor e humorista brasileiro (n. 1945).
- 2019 — Rafael Miguel, ator brasileiro (n. 1996).

## Feriados e eventos cíclicos

### Cristianismo
- Columba de Iona
- Efrém da Síria
- José de Anchieta
- Primo e Feliciano

### Brasil
- Dia do Porteiro
- Dia do Tenista
- Dia da Imunização
- Dia Nacional de Anchieta
- Aniversário do município de Magé, Rio de Janeiro
- Aniversário do município de Pitangui, Minas Gerais

### Portugal
- Feriado Municipal de Montalegre (Foral)

### Internacional
- Dia dos Arquivos

## Outros calendários
- No calendário romano era o 5.º dia (V) antes dos idos de junho.
- No calendário litúrgico tem a letra dominical F para o dia da semana.
- No calendário gregoriano a epacta do dia é xviii.